# Кювье (лунный кратер)
Кратер Кювье (лат. Cuvier) — большой древний ударный кратер в южной материковой части видимой стороны Луны. Название присвоено в честь французского естествоиспытателя и натуралиста Жоржа Кювье (1769—1832) и утверждено Международным астрономическим союзом в 1935 г. Образование кратера относится к донектарскому периоду.

## Описание кратера

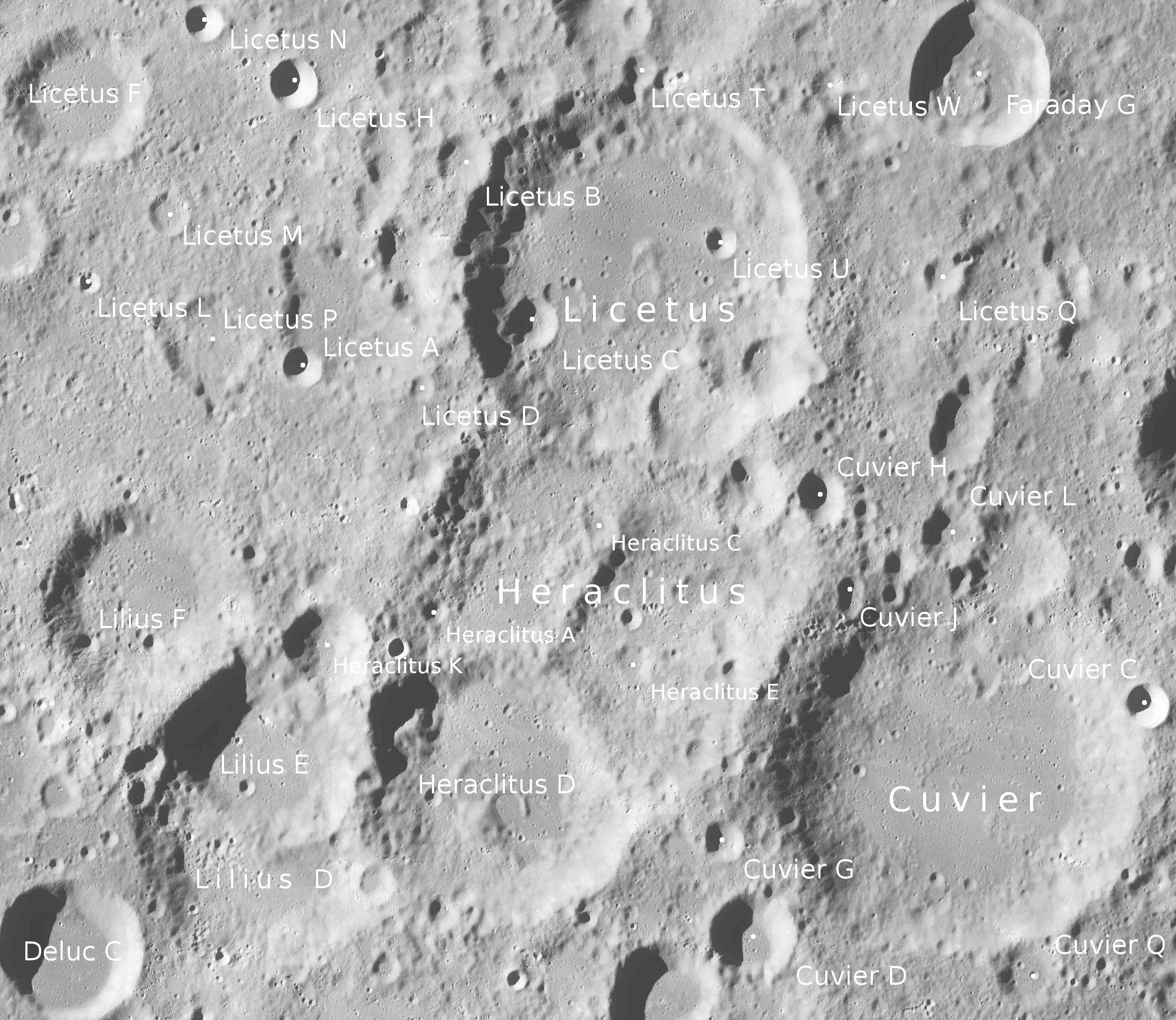
Окрестности кратера Кювье. Снимок зонда Lunar Reconnaissance Orbiter.

Ближайшими соседями кратера являются кратер Гераклит примыкающий к северо-западной части кратера Кювье; кратер Клеро на северо-востоке; кратер Бэкон на востоке; кратер Якоби на юге и кратер Лилио на юго-западе. Селенографические координаты центра кратера 50°17′ ю. ш. 9°41′ в. д. / 50,29° ю. ш. 9,69° в. д., диаметр 77,3 км, глубина 3,02 км.
Кратер Кювье имеет близкую к циркулярной форму и значительно разрушен за длительное время своего существования. Вал сглажен, в северо-восточной части перекрыт парой кратеров, в восточной – приметным чашеобразным кратером, в южной – скоплением кратеров. В северо-западной части, в месте прилегания кратера Гераклит, вал несколько спрямлен. Высота вала над дном чаши достигает 3650 м. Дно чаши переформировано лавой, альбедо чаши соответствует окружающей кратер местности, чаша пересечена светлыми лучами.

## Сателлитные кратеры

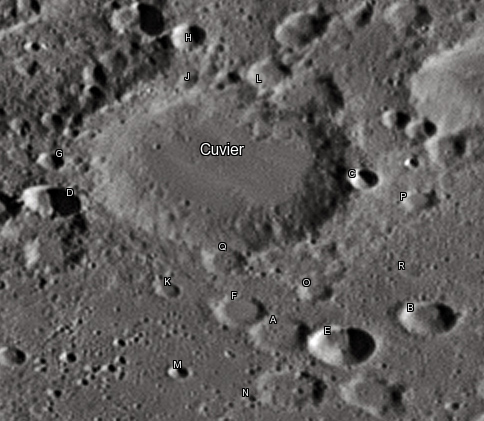
Снимок Девида Кемпбелла.

| Кювье | Координаты                                            | Диаметр, км |
| ----- | ----------------------------------------------------- | ----------- |
| A     | 52°29′ ю. ш. 11°55′ в. д. / 52,48° ю. ш. 11,91° в. д. | 17,9        |
| B     | 51°43′ ю. ш. 13°48′ в. д. / 51,71° ю. ш. 13,8° в. д.  | 15,8        |
| C     | 50°00′ ю. ш. 11°44′ в. д. / 50° ю. ш. 11,74° в. д.    | 8,52        |
| D     | 51°25′ ю. ш. 7°45′ в. д. / 51,41° ю. ш. 7,75° в. д.   | 16,3        |
| E     | 52°24′ ю. ш. 12°53′ в. д. / 52,4° ю. ш. 12,88° в. д.  | 18,7        |
| F     | 52°17′ ю. ш. 11°10′ в. д. / 52,29° ю. ш. 11,17° в. д. | 15,1        |
| G     | 50°50′ ю. ш. 7°28′ в. д. / 50,84° ю. ш. 7,47° в. д.   | 7,5         |
| H     | 48°41′ ю. ш. 8°26′ в. д. / 48,69° ю. ш. 8,43° в. д.   | 10,3        |
| J     | 49°17′ ю. ш. 8°44′ в. д. / 49,28° ю. ш. 8,74° в. д.   | 5,2         |
| K     | 52°17′ ю. ш. 10°01′ в. д. / 52,28° ю. ш. 10,02° в. д. | 7,1         |
| L     | 48°55′ ю. ш. 9°46′ в. д. / 48,92° ю. ш. 9,76° в. д.   | 12,6        |
| M     | 53°25′ ю. ш. 10°51′ в. д. / 53,42° ю. ш. 10,85° в. д. | 5,7         |
| N     | 53°32′ ю. ш. 12°04′ в. д. / 53,53° ю. ш. 12,07° в. д. | 4,1         |
| O     | 51°47′ ю. ш. 12°03′ в. д. / 51,78° ю. ш. 12,05° в. д. | 10,7        |
| P     | 50°07′ ю. ш. 12°40′ в. д. / 50,12° ю. ш. 12,66° в. д. | 10,8        |
| Q     | 51°38′ ю. ш. 10°32′ в. д. / 51,64° ю. ш. 10,53° в. д. | 12,7        |
| R     | 51°08′ ю. ш. 13°09′ в. д. / 51,13° ю. ш. 13,15° в. д. | 6,3         |

## См.также
- Список кратеров на Луне
- Лунный кратер
- Морфологический каталог кратеров Луны
- Планетная номенклатура
- Селенография
- Минералогия Луны
- Геология Луны
- Поздняя тяжёлая бомбардировка